# Our Beloved Summer
Our Beloved Summer (그 해 우리는 Geu Hae Urineun) ist eine südkoreanische Fernsehserie mit Choi Woo-shik, Kim Da-mi, Kim Sung-Cheol und Roh Jeong-eui.

## Handlung
Eine romantische Coming-of-Age-Komödie, die sich um Choi Ung (Choi Woo-shik) und Kook Yeon-soo (Kim Da-mi) dreht. Die beiden hatten früher eine Beziehung und trennten sich mit dem Versprechen, sich nie wiederzusehen. Wie es der Zufall will, wird der Dokumentarfilm, den sie vor zehn Jahren in der High School gedreht haben, zum Hit und sie werden von ihrem befreundeten Produzenten gezwungen, wieder gemeinsam vor die Kameras zu treten. Die Serie schildert ihre Gefühle und ihre Entwicklung.

## Rollen

### Hauptrollen
- Choi Woo-shik als Choi Woong
- Kim Da-mi als Kook Yeon-soo
- Kim Sung-cheol als Kim Ji-woong
- Roh Jeong-eui als NJ

### Nebenrollen
- Park Won-sang als Choi Woongs Vater
- Ahn Dong-goo als Ga Eun-ho
- Seo Jeong-yeon als Lee Yeon-ok
- Jung Kang-Hee als Chang-sik
- Park Jin-joo als Lee Sol-yi
- Jeon Hye-won als Jeong Chae-ran
- Park Do-wook als Chi-seong
- Heo Jun-seok als Bang Yi-hoon
- Park Yeon-woo als Kim Myung-ho
- Yoon Sang-jung als Ji Ye-in

## Einschaltquoten
| Folge        | Ausstrahlungsdatum | Einschaltquote | Einschaltquote |
| Folge        | Ausstrahlungsdatum | AGB Nielsen    | AGB Nielsen    |
| Folge        | Ausstrahlungsdatum | landesweit     | Seoul          |
| ------------ | ------------------ | -------------- | -------------- |
| 1            | 6. Dezember 2021   | 3,2 %          | 3,4 %          |
| 2            | 7. Dezember 2021   | 2,6 %          | —              |
| 3            | 13. Dezember 2021  | 3,1 %          | 3,8 %          |
| 4            | 14. Dezember 2021  | 3,3 %          | 3,6 %          |
| 5            | 20. Dezember 2021  | 3,7 %          | 4,3 %          |
| 6            | 21. Dezember 2021  | 4,0 %          | 4,4 %          |
| 7            | 27. Dezember 2021  | 3,7 %          | 4,0 %          |
| 8            | 28. Dezember 2021  | 4,3 %          | 4,6 %          |
| 9            | 3. Januar 2022     | 3,6 %          | 3,8 %          |
| 10           | 4. Januar 2022     | 4,3 %          | 4,2 %          |
| 11           | 10. Januar 2022    | 4,2 %          | 4,6 %          |
| 12           | 11. Januar 2022    | 5,2 %          | 5,5 %          |
| 13           | 17. Januar 2022    | 4,0 %          | 4,9 %          |
| 14           | 18. Januar 2022    | 4,1 %          | 4,6 %          |
| 15           | 24. Januar 2022    | 4,2 %          | 4,9 %          |
| 16           | 25. Januar 2022    | 5,3 %          | 5,9 %          |
| Durchschnitt | Durchschnitt       | 3,9 %          | 4,1 %          |